# Edward D. DiPrete

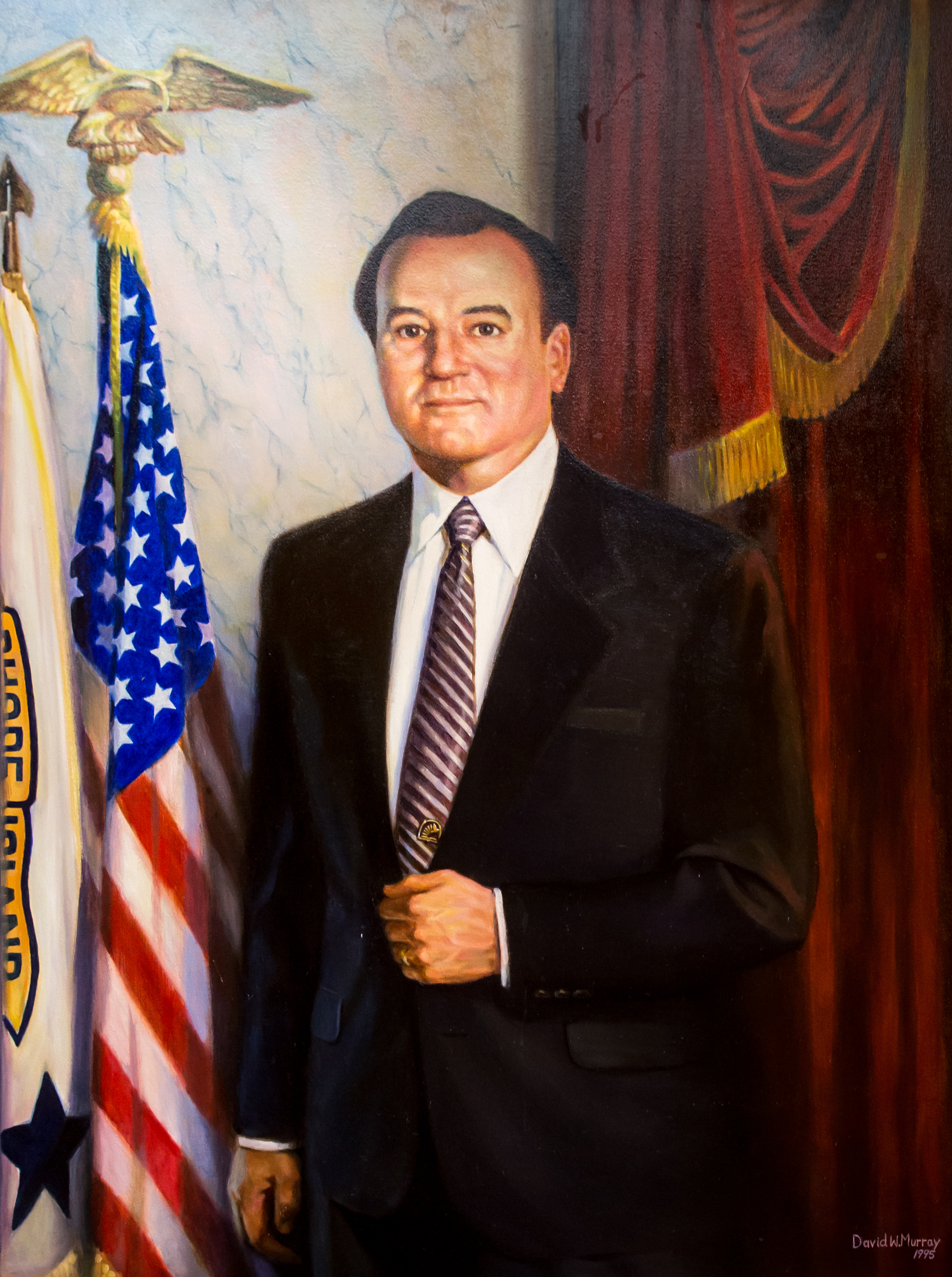
Edward D. DiPrete

Edward Daniel DiPrete (* 8. Juli 1934 in Cranston, Rhode Island; † 8. Juli 2025) war ein US-amerikanischer Politiker. Er war von 1985 bis 1991 Gouverneur des Bundesstaates Rhode Island.

## Frühe Jahre und politischer Aufstieg
Edward DiPrete studierte am College of the Holy Cross und diente dann in der US-Marine. Politisch wurde er Mitglied der Republikanischen Partei. Zwischen 1970 und 1974 war er Mitglied und Vorsitzender im Schulausschuss der Stadt Cranston. Danach wurde er von 1974 bis 1978 Mitglied im Stadtrat und von 1978 bis 1985 Bürgermeister dieses Ortes.

## Gouverneur von Rhode Island und weiterer Lebenslauf
Im Jahr 1984 wurde DiPrete zum neuen Gouverneur seines Staates gewählt. Dieses Amt übte er zwischen dem 1. Januar 1985 und dem 1. Januar 1991 aus. In dieser Zeit war er Mitglied einiger Gouverneursvereinigungen. Untersuchungen in den Jahren nach seiner Gouverneurszeit brachten DiPrete 1994 eine Anklage wegen Bestechlichkeit und anderer Vergehen während seiner Amtszeit ein. 1998 bekannte er sich schuldig, 250.000 Dollar für die Gewährung eines Auftrags angenommen zu haben. Er wurde zu einem Jahr Gefängnis und zur Aberkennung seiner Pension verurteilt.
Edward DiPrete war bis zu ihrem Tod im Jahr 2011 mit Patricia DiPrete verheiratet. Der Verbindung entstammen sieben Kinder.
Er starb am 8. Juli 2025, seinem 91. Geburtstag.

## Einzelnachweis
1. ↑  Former Rhode Island Gov. Ed DiPrete has died. In: turnto10.com. 9. Juli 2025, abgerufen am 9. Juli 2025 (englisch).

| Personendaten    | Personendaten                               |
| ---------------- | ------------------------------------------- |
| NAME             | DiPrete, Edward D.                          |
| ALTERNATIVNAMEN  | DiPrete, Edward Daniel (vollständiger Name) |
| KURZBESCHREIBUNG | US-amerikanischer Politiker                 |
| GEBURTSDATUM     | 8. Juli 1934                                |
| GEBURTSORT       | Cranston, Rhode Island                      |
| STERBEDATUM      | 8. Juli 2025                                |